# Ruzenia
Ruzenia — рід грибів родини Lasiosphaeriaceae. Назва вперше опублікована 2004 року.